# Nicholas Choi
Nicholas Edward Choi (en chinois : 崔浩然 ; en jyutping : ceoi1 hou5 jin4, né le 20 janvier 1993 à Hong Kong) est un escrimeur de Hong Kong, spécialiste du fleuret.

Il est d’origine coréenne et philippine.
Il remporte la médaille d’argent en individuel lors des Jeux asiatiques de 2018.